# Symphurus microlepis
Symphurus microlepis és un peix teleosti de la família dels cinoglòssids i de l'ordre dels pleuronectiformes que viu a Panamà.